# Ibrahim Salou
Ibrahim Salou (født d. 29 maj 1979) er en belgisk fodboldspiller, der spiller for Hoogstraten VV.

## Karriere
Ibrahim Salou indledte sin karriere i den ghanesiske klub King Faisal Babes fra Kumasi. Efter to sæsoner skiftede han til TuS Wandsbek 81, inden han i 2000 skrev under på en kontrakt med FC Turnhout fra Belgien. Her spillede han i fem sæsoner.
Efter ophold i KV Kortrijk og S.V. Zulte-Waregem skiftede Salou til den belgiske storklub Club Brugge, hvor han bl.a. spillede sammen med danske Brian Priske. Efter to sæsoner gik turen til tyske MSV Duisburg, hvor han kun spillede i 6 måneder, inden han i 2009 skrev under på en 2 1/2 årige kontrakt med Vejle Boldklub. Her spillede han frem til marts 2010, hvorefter han skiftede til New York Red Bulls
Salou er født i Kumasi, der er hjemby for FN's tidligere generalsekretær Kofi Annan. Han blev belgisk statsborger i 2005.